# Fielding L. Wright
Fielding Lewis Wright, född 16 maj 1895 i Rolling Fork, Mississippi, död 4 maj 1956 i Jackson, Mississippi, var en amerikansk politiker.
Wright var Mississippis viceguvernör 1944–1946 och därefter guvernör 1946–1952. Som guvernör var han demokrat men ställde ändå upp som dixiekraternas vicepresidentkandidat i presidentvalet i USA 1948.
Wright avlade juristexamen vid University of Alabama och inledde 1916 sin karriär som advokat i Rolling Fork. Han deltog i första världskriget i USA:s armé. År 1944 tillträdde han som Mississippis viceguvernör.
Guvernör Thomas L. Bailey avled 1946 i ämbetet och efterträddes av Wright. Han efterträddes 1952 i guvernörsämbetet av Hugh L. White. Under Wrights tid som guvernör grundades Mississippi Vocational College (senare Mississippi Valley State University) och University of Mississippi fick en medicinsk fakultet. I stället för att stöda ämbetsinnehavaren Harry S. Truman i presidentvalet 1948 tackade Wright ja till uppdraget som dixiekraten Strom Thurmonds vicepresidentkandidat. Dixiekraterna ville behålla rassegregeringen i sydstaterna.
Wright avled 1956 i Jackson och gravsattes på Kelly Cemetery i Rolling Fork.